# Rišňovce
Rišňovce (Hongaars: Récsény) is een Slowaakse gemeente in de regio Nitra, en maakt deel uit van het district Nitra.
Rišňovce telt 2.151 inwoners.